# Takalédougou-Koko
Takalédougou-Koko, généralement appelé Takalédougou, est une commune rurale située dans le département de Bérégadougou de la province de Comoé dans la région des Cascades au Burkina Faso.

## Géographie
C'est sur le territoire du village de Takalédougou que le fleuve Comoé prend sa source dans la falaise de Banfora.

## Démographie
| 2003 | 2006 | 2012 |
| ---- | ---- | ---- |
| 931  | 852  | -    |

## Économie
L'économie de la localité est liée à la culture sucrière largement développée dans le département.

## Santé et éducation
Takalédougou-Koko accueille un centre de santé et de promotion sociale (CSPS).
En 2011, est entreprise la construction d'une nouvelle école primaire — en remplacement de celle créée en 1988, qui reste l'une des plus importantes du département avec environ 260 écoliers — dont le chantier n'a pu aboutir en raison d'un manque de matériel et de financement.